# Opharus rema
Opharus rema là một loài bướm đêm thuộc phân họ Arctiinae, họ Erebidae.